# ساننونه، آئوموری
ساننونه، آئوموری (به لاتین: Sannohe, Aomori) یک منطقهٔ مسکونی در ژاپن است که در Sannohe District واقع شده‌است. ساننونه ۱۵۱٫۷۹ کیلومترمربع مساحت و ۱۰٬۱۳۳ نفر جمعیت دارد.